# نائیرا کاراپتیان
نائیرا آرتاشسی کاراپتیان (ارمنی: Նաիրա Արտաշեսի Կարապետյան؛ Naira Karapetyan زادهٔ ۲۵ اکتبر ۱۹۷۷) یک خاورشناس و سیاستمدار اهل ارمنستان است که از تاریخ ۲۰۱۲ تا تاریخ ۲۰۱۷ سمت نمایندگی دوره پنجم مجلس ملی جمهوری ارمنستان را برعهده داشت.

## زندگی‌نامه
در ۲۵ اکتبر ۱۹۷۷ در لنیناکان به دنیا آمد و از دانشکده شرق‌شناسی دانشگاه دولتی ایروان (۱۹۹۹)و انستیتو شرق‌شناسی فرهنگستان ملی علوم ارمنستان (۲۰۰۲) فارغ‌التحصیل شد. 